# لانبری
لانبری (لهستانی: Lanberry؛ زادهٔ ۱۲ فوریهٔ ۱۹۸۷) با نام اصلی ماوگوژاتا اوشچی‌وُفسکا (لهستانی: Małgorzata Uściłowska) ترانه‌سرا و خواننده اهل لهستان است. وی از سال ۲۰۱۰ میلادی تاکنون مشغول فعالیت بوده‌است.
از فیلم‌ها یا مجموعه‌های تلویزیونی که وی در آن‌ها نقش داشته‌است، می‌توان به دختران خریدنی اشاره نمود.